# Transfer de tehnologie
Transferul tehnologic este procesul de transfer de informații, tehnologii, metode de fabricare și al unor facilități între guverne și universități sau unități de cercetare pe de o parte și unități executive, de producție sau de prestări servicii pe de altă parte, pentru a se asigura că evoluțiile științifice și tehnologice sunt accesibile la o gamă mai largă de utilizatori care pot apoi dezvolta în continuare și de a exploata tehnologia în noi produse, procese, aplicații, materiale sau servicii. Această noțiune este strâns legată, fără a se confunda însă, cu noțiunea de „transfer de cunoștințe”. Transferul tehnologic este lanțul de transmitere a tehnologiei la organizații, pentru a obține produse și servicii noi. 
Legea PL 99-502) spune că transferul tehnologic este "un lanț unde tehnologia este valorificată și implementată în entități benefice." Instrumentele transferului tehnologic sunt niște aplicații care ajută la generarea și implementarea inovațiilor tehnologice. "Transferul tehnologic reprezintă un schimb spre fabricare a noilor produse și prestare de servicii, provenind din cercetări științifice."  Prin transferul tehnologic se poate presupune că se transferă tehnologie de fabricație.

## Definiții și modele ale transferului de tehnologie
Transferul tehnologic are loc, în general, printr-o relație juridic-acord sau contract de transfer tehnologic - prin care proprietarul unei tehnologii, de regulă, protejate prin drepturi de proprietate intelectuală, în particular, vinde tehnologia sau acordă licența de utilizare a respectivei tehnologii. Arhivat în 17 iulie 2015, la Wayback Machine. Transferul tehnologic este o construcție referitoare la instrumentele cunoașterii, bazându-se pe seturi de instrumente concrete stocate în planuri, baze de date, manuale, precum și alte forme de documente, cum ar fi brevetele. Există diferite canale de transfer tehnologic, comerțul cu bunuri și servicii, contractele de acordare a licențelor, deplasările de specialiști, precum și livrarea de tehnologie de la o companie-mamă, universitate sau de alte unități de cercetare și firme.
Conform definiției Comisiei Europene, TGE presupun „utilizarea intensivă a cunoștințelor și sunt asociate cu o activitate intensă de C-D, cu cicluri rapide de inovare, cu cheltuieli de capital ridicate și cu angajarea de personal înalt-calificat”.
Una dintre formele de manifestare a interesului crescut pentru TGE este reprezentată de proliferarea programelor care urmăresc dezvoltarea și susținerea lor. Fără intenția de a da o listă exhaustivă reținem câteva exemple: ARRA; Make it in America; ARPA-E în SUA; Programul național pentru C-D în domeniul high-tech în China; Programul de asistență pentru înființarea centrelor în domeniul inovării în Japonia; Actul de promovare a investițiilor străine în Coreea de Sud; Centrele privind C-D inovativă multinațională în Taiwan; Schemele de stimulare a cercetării pentru companii și Programul de inovare tehnologică în Singapore.
Dezvoltarea acestor programe a reprezentat pentru UE un element de presiune în vederea reconsiderării politicii sale în materie de inovare. Înainte de a introduce, în termeni generali, politica specializării inteligente se impun câteva precizări legate de modul în care se articulează relația dintre aceasta și politica în materie de TGE. 
Politica specializării inteligente trebuie privită ca parte a unei politici mai largi în domeniul inovării.
Rațiunea care stă în spatele acestei politici constă, pe de o parte, într-o nevoie de a gestiona mai eficient procesul de alocare a fondurilor europene, fonduri care în contextul crizei globale sunt mai reduse și, pe de altă parte, din considerente de ordin tehnic (evitarea la nivel european a fragmentării și redundanțelor în C-D).
Într-o analiză SWOT a poziției competitive a UE în domeniul TGE, referindu-se la punctele tari, Larsen făcea trimitere, printre altele, la existența unor măsuri „interesante” de politică economică.
În Europa, politica specializării inteligente nu trebuie înțeleasă, totuși, în sensul că ar ținti doar dezvoltarea de TGE. Prin politica specializării inteligente se urmărește o specializare în cercetare, dezvoltare și inovare (CDI).
Noțiunea de inovare este considerată într-un sens larg. Aceasta este introdusă nu doar în sensul unor produse noi pentru piață, dar și în sensul de procese, crearea de noi industrii, inovare socială și de servicii, noi modele de business și inovații bazate pe practici etc.
Ideea de bază pe care se sprijină politica specializării inteligente este aceea de a identifica acele domenii în care regiunile/țările se pot bucura de un avantaj competitiv.
Definirea criteriilor după care să se realizeze alocarea fondurilor europene a reprezentat întotdeauna o problemă, una care nu privește însă doar birocrația europeană.
Externalizarea acestei probleme are loc prin trimiterea la procesul antreprenorial de descoperire a domeniilor prioritare. Acesta reprezintă elementul de noutate invocat de promotorii politicii specializării inteligente în Europa și unul dintre motivele în virtutea cărora politica specializării inteligente își justifică atributul de „inteligentă”. 
Evaluarea Cadrului conceptual al politicii specializării inteligente invită la aprecieri nuanțate (putem identifica atât aspecte pozitive cât și unele care ar putea să pună sub semnul întrebării credibilitatea lui). Spre exemplu, în ciuda faptului că procesul antreprenorial de descoperire a domeniilor prioritare reprezintă un model participativ bazat pe o largă participare a actorilor interesați (antreprenori în sens larg – firme, dar și universități, institute publice de cercetare, inovatori independenți. El nu reprezintă, totuși, un proces antreprenorial autentic de descoperire. Nu insistăm aici asupra detaliilor (o astfel de evaluare nu face obiectul articolului de față). 
Așezată într-o perspectivă istorică, politica specializării inteligente este un răspuns la constatarea unui decalaj de productivitate între economia americană și economia Uniunii Europene. Comisia Europeană a identificat la nivel european șase domenii de interes: nanotehnologia, micro/nanoelectronica, biotehnologia industrială, fotonica, materialele avansate și tehnologiile de fabricare avansate.
Dezvoltările conceptuale recente realizate de către Foray și Goenaga par a sugera că politica specializării inteligente ar trebui să se îndrepte către o politică tip incubator. Or, integrarea acestei idei schimbă centrul de greutate al RIS3 de la justificarea alegerilor pe baze economice stricte către o logică mai puțin sensibilă la aspectele economice ale construcției consensului.

## Managementul transferului de tehnologie
Vezi articolul Managementul tehnologiilor, secțiunea "Managementul transferului de tehnologii".

## Transfer tehnologic universități-industrie
Se pot menționa forme foarte variate ale serviciilor cu caracter de transfer tehnologic de la universități către industrie, cum sunt: servicii de consultanță; studii de fezabilitate a tehnologiilor; expertize tehnice; cooperări în cercetare științifică; specializări și cursuri de pregătire la toate nivelurile; negocierea licențelor și a cercetării fundamentale; studii de piață și de prognoză a vânzărilor; transfer de tehnologii noi elaborate în universități.
Prin astfel de servicii tehnologice specializate, universitățile pun la dispoziția companiilor industriale competențele științifice și tehnologice ale resurselor intelectuale academice. 
Se poate observa marea diversitate de moduri de transfer de tehnologie și de cunoștințe de la universități către industrie (care nu au fost prezentate, exhaustiv, mai sus). Conferințele, seminariile și întâlnirile între cercetătorii implicați într-un domeniu specific de cercetare sunt, în general, audiate împreună de cercetători din universități și industrie, astfel încât oferă mijloace mai directe de schimburi de informații și transfer de know-how tehnologic de la universități spre industrie și invers. În plus, transferul de tehnologie poate lua forma unor cooperări pe termen lung și directe între universități și industrie, prin consultanțe plătite, programe de asistență tehnică, cercetări de excelență în colaborare.
Publicarea rezultatelor cercetării în reviste tehnice este unul dintre modurile principale prin care rezultatele cercetării sunt împărtășite cercetătorilor din sectoarele public și privat, inclusiv universități și centre de cercetare.
O dată ce în universități cercetătorii au dezvoltat sau au inventat o nouă tehnologie, aceasta necesită o investiție semnificativă pentru a "încorpora" tehnologia într-un produs comercializabil. Tehnologiile care emerg din laboratoare de cercetări nu sunt, în general, mature pentru piață : ele necesită un volum mare de cercetare aplicativă, dezvoltare și marketing, înainte de a obține beneficii concrete. În mod tipic, investiția post-cercetare este semnificativ mai mare decât costurile cercetării de bază.
Multe companii, universități și organizații guvernamentale dispun în prezent de diferite entități organizaționale, dedicate pentru promovarea transferului de tehnologie.
Procesul de transfer, cu scopul de a valorifica comercial rezultatele cercetării, poate implica mecanisme foarte diferite, așa cum s-a evidențiat mai înainte. Pot fi încheiate acorduri de licență, sau parteneriate, dar se pot utiliza și alte mijloace, de exemplu. O nouă organizație sau entitate formată prin desprindere din una mai mare, de exemplu o nouă companie formată dintr-un grup de cercetare din universitate sau dintr-un incubator de afaceri, care se bazează pe descoperirile unor membri ai grupului de cercetare. Deseori, aceste abordări sunt asociate în vederea finanțării procesului de dezvoltare. Au fost constituite diferite tipuri de centre de tehnologii aplicative, care deseori extind capabilitățile facilităților de cercetare existente, de exemplu când sunt asociate cu universități, sau pot fi inițiative conduse de industrie. Astfel de centre realizează politici de transfer tehnologic și găzduiesc multe dintre activitățile de transfer descrise mai înainte, cum sunt asigurarea de informații, demonstrații de tehnologii noi, acces la noi echipamente, computere și software.
Multe țări au investit în eforturi de creare a unor entități de transfer tehnologic, cum sunt parcuri tehnologice sau incubatoare de afaceri. Aceste forme au scopul de a îmbunătăți legăturile dintre dezvoltatorii de tehnologii și utilizatori prin proximitatea fizică, facilitând accesul comun la facilități și echipamente, expertiză și angajați cu competențe specifice domeniilor tehnologice.
Principalele tipuri de entități organizaționale ale infrastructurii de inovare și transfer tehnologic sunt următoarele.
OLI se definește ca entitate al cărei obiect de activitate constă în stabilirea, menținerea și extinderea legăturilor dintre furnizorii rezultatelor cercetării-dezvoltării și mediul socio-economic (agenții economici), în scopul facilitării transferului tehnologic.
CTT se definește ca entitate din infrastructură a cărei activitate constă în stimularea inovării și T.T., în scopul introducerii în circuitul economic a rezultatelor cercetării, transformate în produse, procese și servicii noi sau îmbunătățite. CTT sunt structuri cu răspândire amplă, fiind realizate în universități, parcuri științifice și tehnologice, incubatoare de afaceri, instituții guvernamentale, regionale, locale, sau  pot fi de sine stătătoare.
CI sunt infrastructuri care răspund necesităților noilor întreprinderi, implicate în dezvoltarea și comercializarea de produse și procese tehnologice noi, comportând un risc comercial ridicat și care oferă servicii de transfer tehnologic și asistență inovativă, financiară etc. Scopul centrelor de inovare este încurajarea apariției de întreprinderi bazate pe înalta tehnologie ("high-tech").
C R T sunt organizații care furnizează o asistență tehnologică, cum este cercetare fundamentală sau aplicativă, certificare sau control, difuzarea de informații tehnologice, formare și consiliere pentru grupuri de firme din același sector de activitate.
(IA), denumite și "centre incubatoare de afaceri inovative" sunt entități din infrastructura de inovare și transfer tehnologic a căror activitate este orientată în principal către facilitarea inițierii și dezvoltării de noi întreprinderi inovative, bazate pe tehnologie avansată (cf.HG.nr.406/2003, op.cit.). Paternitatea conceptului de incubator este revendicată de European Business Network.
Obiectivele specifice ale IA depind de destinația IA și pot fi : inovarea tehnologică, dezvoltarea regională, subcontractarea industrială, internaționalizare (creare de incubatoare în rețea), dezvoltare specializată a anumitor sectoare industriale. Scopul principal este orientarea spre noi tehnologii și pe de altă parte, dezvoltarea locală și crearea de noi locuri de muncă.
O definiție a IA oferită de Business Dictionary detaliază facilitățile oferite de IA: "Incubatorul de afaceri este o facilitate stabilită pentru a ajuta firmele tinere (start-up) în timpul primelor luni sau anilor timpurii (de funcționare). Acesta oferă spații cu chirii accesibile, servicii și birouri comune, instruire în management, suport în marketing și deseori, acces la o formă oarecare de finanțare."
Marian L. și Conțiu L.C. au elaborat un model sistemic al unui IA care se prezintă ca o "cutie neagră" (black-box) în care se deosebesc intrări ce influențează procesul de incubare în afaceri, iar rezultatele incubării (ieșiri) se exprimă prin produse, servicii și alte efecte.
P S este de obicei adiacent unei universități și servește pentru facilitarea transferului de tehnologie de la cercetare și învățământ la firme și organizații din cadrul parcului sau din zone vecine; pentru susținerea dezvoltării unei firme etc. Un număr mare de parcuri științifice sunt joint venture care implică guvernul național și autoritățile publice locale sau dezvoltatori de proprietăți.
P C, amplasat, de obicei, în incinta unei universități sau a unui institut de cercetare are o activitate preponderent științifică, preocupările legate de producție fiind excluse.
În SUA, parcurile de cercetare universitară și incubatoarele de afaceri au jucat un rol semnificativ în dezvoltarea complexelor tehno-industriale de genul celui din Silicon Valley sau al triunghiului de cercetare din Carolina de Nord. În Europa Occidentală, tehnopolurile din Franța, centrele tehnologice din Germania și centrele de inovare și parcurile științifice din Anglia au constituit instrumente de dezvoltare a economiei locale.
B T (sau brokeri de tehnologii) sunt agenți de transfer tehnologic care pun în legătură ofertanții și utilizatorii de tehnologii și ajută aceste două părți să adapteze tehnologiile la utilizările curente. În UE există numeroase organizații de brokeri tehnologici, cum sunt : brokeri tehnologici cu activitate intensă, centre de avizare tehnologică, brokeri de informație etc. Activități de brokeraj tehnologic se desfășoară și în incubatoare de afaceri și parcuri științifice.